# Штернбух, Моше
Моше Штернбух (ивр. משה שטרנבוך‎; род. 15 февраля 1926 года) — израильский раввин британского происхождения. Он является раавадом Эда Харедит, вице-председателем раввинского суда в Иерусалиме и раввином синагоги Гра в районе Хар-Ноф.

## Биография
Моше Штернбух родился в Лондоне 15 февраля 1926 года и был одним из девяти детей Ошера Штернбуха, ортодоксального еврейского купца, и Деворы. Его родители принимали многочисленных раввинов, которые приехали в Лондон, чтобы собрать деньги для своих иешив, в том числе Элхонона Вассермана, который после обучения у Штернбуха заявил, что он «давар шейиш бо мамаш». Он проходил тестирование в изучении каждого Шаббата Ехескелем Абрамским, который предсказал, что однажды он станет «moreh hora’ah» (посек). Вскоре он прославился как лондонский иллуй (вундеркинд). Ошер умер в 1939 году в возрасте 39 лет, оставив после себя старшего 18-летнего ребёнка, 10-летнего Штернбуха, и самого младшего только двух лет. В 1940 году он поступил в иешиву Toras Emes в Стэмфорд-Хилл, где он оставался в течение десяти лет. Он учился там у Безаллела Ракова, который позже стал Gateshead Rov[что?], Ицхак Тувья Вайс, его будущего коллега по Эда Харедит и будущего бизнесмена Пола Райхмана.
Семья Штернбуха бежала из Лондона во время Второй мировой войны из-за бомбардировок. Они переехали в небольшую соседнюю деревню, где он делил комнату с Элияху Элиэзером Десслером, автором Michtav me-Eliyahu, который предсказал, что Штернбух когда-нибудь станет одним из гдолей-хадоров (величайших в поколении).
Из-за растущей угрозы нацистского вторжения в Великобританию мать Штернбуха попыталась организовать его безопасный переплыв в Канаду или Соединённые Штаты. Она попросила Элию Лопиан дать совет о том, разрешать ли её сыну сесть на корабль. Она предложила провести церемонию, которая включала пост, чтобы помочь ей принять решение, но в конце концов корабль ушёл без Штернбуха и затонул со всеми 300 детьми на борту.
После войны Штернбух репатриировался в Израиль, чтобы изучать Тору. Он поступил в Хевронскую иешиву, развивая отношения с раввинами Ицхаком Зевом Соловейчиком (в 1952 году), Аврохомом Йехая Карелиц (Хазон Иш) и Довом Бериш Вайденфельдом, с которыми он регулярно встречался в их домах.
В 1954 году Штернбух женился на дочери Яакова Шехтера, знакомого Хазона Иша. Мешулам Давид Соловейчик и Чанох Эрентреу были его шуринами.
После свадьбы в 1954 году Штернбух переехал в квартиру в Иерусалиме рядом с Соловейчиком. Он был назначен йеш-ешивой Йешива Хамамидима. В 1960 году, после смерти Соловейчика, семья переехала в Бней-Брак, где они проживали в течение следующих 20 лет. Ехескель Абрамский призвал Штернбуха посвятить себя укреплению исследования Торы в Рош-ха-Аине, соседнем городе со значительным йеменским еврейским населением. Отклонив возможность создать элитный колель в Бней-Браке, он основал его в Рош-ха-Аине и основал Бейт-Олот, дом для девочек-репатрианток мизрахи по модели Байит-Л’Плейто, аналогичного дома для ашкеназских девочек.
В 1980 году Штернбух занял должность в Йоханнесбурге в Южной Африке. Он участвовал в информационно-пропагандистской работе, включая лекции для медицинских работников. Когда он позже переехал в Иерусалим, многие из этих южноафриканцев присоединились к нему в его новом месте в районе Хар-Ноф.
Штернбух был вице-председателя раввинского суда и Раавадом (главой) Эда Харедит в Иерусалиме. 20 июля 2023 года Элиаким Шлезингер назначил Штернбуха Гаавдом (главным раввином) Эда Харедит, сменив Ицхака Тувью Вайса, который умер в 2022 году. Церемония, которая состоялась в Душинской синагоге в Иерусалиме, была спорной, поскольку она не была принята правыми элементами Эда Харедит, которые ощетинились разногласиями Штернбуха с Вайсом по поводу допустимости строительства жилого комплекса на бывшем кладбище в Бейт-Шемеше.
Он проживает в Хар-Нофе, где служит раввином местной синагоги Гра, названной в честь Виленского Гаона, прямым потомком которого он является.

## Взгляды и мнения
Штернбух выступает против светского сионизма и Государства Израиль. Он говорит, что нет никакой связи между существованием еврейского государства и началом искупления еврейского народа в Землю Израиля, которая будет предшествовать мессианской эпохе.
В 2013 году было обнаружено, что новый жилой комплекс, строящийся в районе Рамат-Авраам Бейт-Шемеш, расположен на древнем кладбище. Поскольку еврейское законодательство запрещает осквернение кладбищ, проект был приостановлен до проведения расследования. Через свое похоронное общество Агудат Эрец ха-Хайим постановил, что расследовать останки разрешено. Это решение привело к возобновлению строительных работ. Однако конкурирующая организация Asra Kadisha во главе с Вайсом определила, что всё строительство на месте должно быть немедленно остановлено, а территория останется навсегда заброшенной. После того, как решение последнего было проигнорировано, в Рамат-Аврааме последовали беспорядки со стороны религиозных жителей из Рамат-Бейт-Шемеш-Бет и Меа-Шеарима.
В сентябре 2018 года Штернбух раскритиковал британского главного раввина Ефрема Мирвиса за публикацию образовательной брошюры, предупреждающей о издевательствах над ЛГБТ в ортодоксальных школах. Штернбух рассматривал это как защиту образа жизни ЛГБТ.